# فرودگاه سدلیا مموریال
فرودگاه سدلیا مموریال (به انگلیسی: Sedalia Memorial Airport) یک فرودگاه همگانی با کد یاتا DMO است . این فرودگاه در کشور ایالات متحده آمریکا قرار دارد و در ارتفاع ۲۷۷٫۱ متری از سطح دریا واقع شده است.